# Saara Orav
Saara Orav (* 30. Dezember 2001 in Viljandi) ist eine estnische Tennisspielerin.

## Karriere
Orav spielt bislang vorrangig auf der ITF Women’s World Tennis Tour, wo sie bisher einen Titel im Doppel gewinnen konnte.
Ihr bislang letztes internationale Turnier spielte Orav im August 2021. Sie wird daher nicht mehr in der Weltrangliste geführt.
Für die estnische Fed-Cup-Mannschaft hat sie seit dem Jahr 2018 bislang sieben Partien bestritten, von denen sie drei gewinnen konnte.

## Turniersiege

### Doppel
| Nr. | Datum         | Turnier | Kategorie   | Belag | Partnerin    | Finalgegnerinnen                 | Ergebnis |
| --- | ------------- | ------- | ----------- | ----- | ------------ | -------------------------------- | -------- |
| 1.  | 21. Juli 2018 | Pärnu   | ITF $15.000 | Sand  | Katriin Saar | Adelina Baravi Elina Vikhrianova | 6:4, 6:2 |